# Іст-Блумфілд (Нью-Йорк)
Іст-Блумфілд (англ. East Bloomfield) — місто (англ. town) в США, в окрузі Онтаріо штату Нью-Йорк. Населення — 3640 осіб (2020).

## Демографія
Згідно з переписом 2010 року, у місті мешкали 3634 особи в 1396 домогосподарствах у складі 1027 родин. Було 1487 помешкань
Расовий склад населення:
| - 96,8 % — білих - 0,6 % — корінних американців - 0,6 % — чорних або афроамериканців - 0,2 % — азіатів |

До двох чи більше рас належало 1,3 %. Частка іспаномовних становила 1,8 % від усіх жителів.
За віковим діапазоном населення розподілялося таким чином: 23,2 % — особи молодші 18 років, 63,4 % — особи у віці 18—64 років, 13,4 % — особи у віці 65 років та старші. Медіана віку мешканця становила 42,6 року. На 100 осіб жіночої статі у місті припадало 99,1 чоловіків;  на 100 жінок у віці від 18 років та старших — 96,1 чоловіків також старших 18 років.
Середній дохід на одне домашнє господарство  становив 82 833 долари США (медіана — 71 100), а середній дохід на одну сім'ю — 94 067 доларів (медіана — 76 413). Медіана доходів становила 47 563 долари для чоловіків та 32 436 доларів для жінок. За межею бідності перебувало 9,2 % осіб, у тому числі 13,4 % дітей у віці до 18 років та 4,4 % осіб у віці 65 років та старших.
Цивільне працевлаштоване населення становило 1818 осіб. Основні галузі зайнятості: освіта, охорона здоров'я та соціальна допомога — 28,4 %, роздрібна торгівля — 14,0 %, науковці, спеціалісти, менеджери — 12,5 %, виробництво — 11,8 %.